# جی.جی. استیفلر

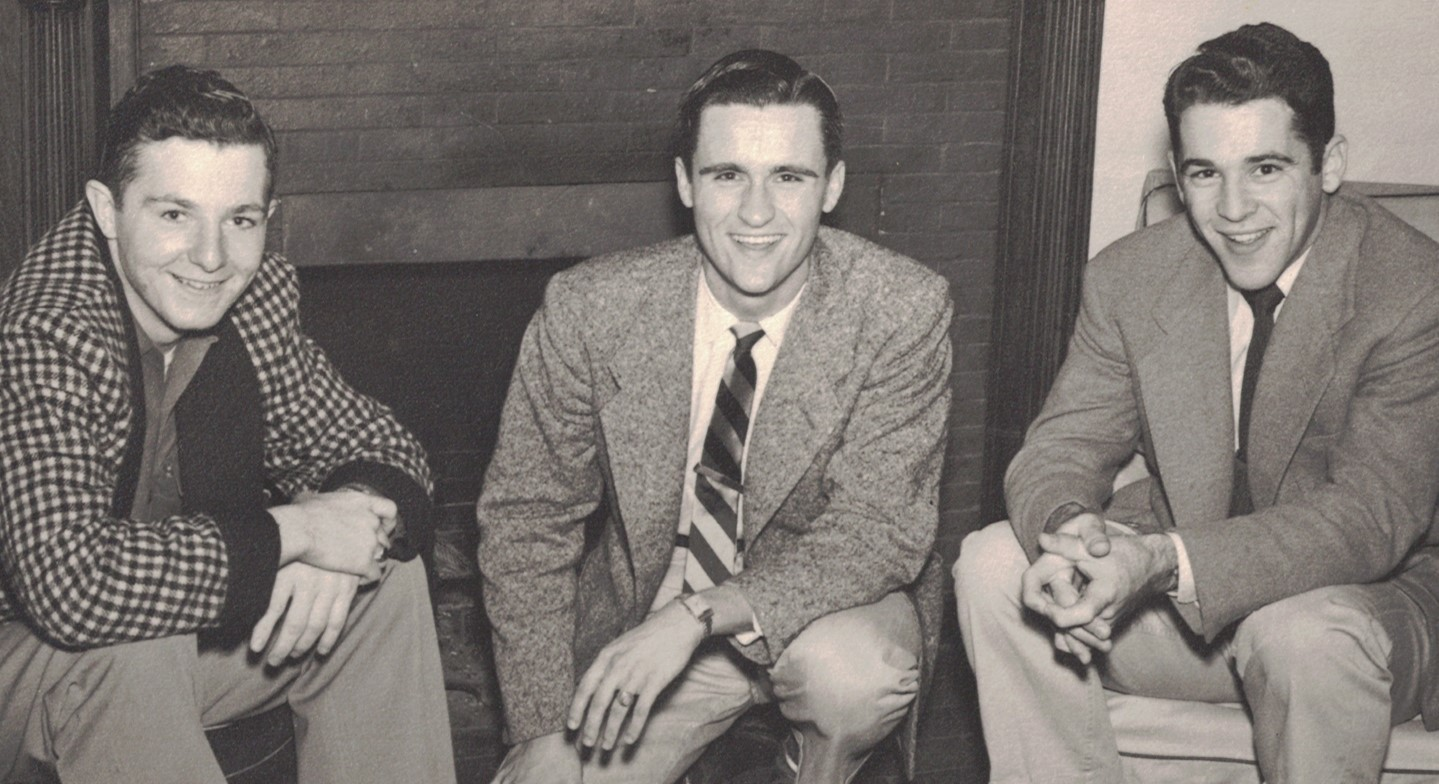
استیفلر (سمت راست) با هم اتاقی‌های دانشگاه‌اش

جی. جی. استیفلر (انگلیسی: J. J. Stiffler; ۲۲ مهٔ ۱۹۳۴ – ۲۴ مارس ۲۰۱۹) مهندسی برق، دانشمند رایانه و کارآفرین اهل ایالات متحده آمریکا و یکی از اعضای موسسه مهندسین برق و الکترونیک بود که فعالیت‌های کلیدی در زمینه‌های مخابرات (به ویژه نظریه کدگذاری) و محاسبات تاب‌آوری خطا داشت.
وی همچنین برندهٔ جوایزی همچون عضو پیوسته انجمن مهندسان برق و الکترونیک و برنامه فولبرایت شده‌است.

## تحصیلات و حرفه
استیفلر در ۲۲ مه ۱۹۳۴ در میچلویل، آیووا به دنیا آمد و از دبیرستان میچلویل فارغ‌التحصیل شد. در سال ۱۹۵۲ وارد کالج هاروارد شد و در آدامز هاوس زندگی می‌کرد. او در سال ۱۹۵۶ با مدرک ای‌بی ستایش بزرگ (AB magna cum laude) در فیزیک فارغ‌التحصیل شد. او بلافاصله به لس آنجلس نقل مکان کرد و به بخش تحقیقات شرکت هواپیماسازی هیوز پیوست. او در سال ۱۹۵۷ مدرک کارشناسی ارشد مهندسی برق را از مؤسسه فناوری کالیفرنیا دریافت کرد و پس از یک سال تحصیل در دانشگاه سوربن پاریس با بورس تحصیلی فولبرایت به مؤسسه فناوری کالیفرنیا بازگشت و در سال ۱۹۶۲ دکترای خود را در آنجا به پایان رساند. او عضو انجمن فی بتا کاپا و سیگما شی بود.
در سال ۱۹۵۹ او بصورت  نیمه وقت در بخش تحقیقات سیستم‌های ارتباطی آزمایشگاه پیش‌رانش جت در پاسادینا، کالیفرنیا آغاز به کار کرد و در سال ۱۹۶۱ به عضویت تمام وقت کارکنان فنی آنجا درآمد. در سال ۱۹۶۷ او مهندس مشاور در بخش سیستم‌های فضایی و اطلاعات شرکت ریتیان در سدبری، ماساچوست شد و در آنجا روی سیستم‌های ارتباطی پیشرفته کار کرد.
در سال ۱۹۸۱ او سکویا سیستمز اینکورپورایت را در مارلبرو، ماساچوست تأسیس کرد و سیستم‌های رایانه‌ای مقاوم در مقابل خطا را تولید می‌کرد، که برای پردازش تراکنش‌ها تخصص داشت و با استفاده همراهی آزادانه از یک معماری رایانه کاملاً مرتبط طراحی شده بود. نه سال بعد، شرکت تجارت در بورس نزدک را شکل داد و ایجاد کرد.
استیفلر در ۲۴ مارس ۲۰۱۹ در واتسون ویل، کالیفرنیا درگذشت.

## تحقیقات
استیفلر نویسنده مقالات و کتاب‌های متعددی بود و صدها حق ثبت اختراع دریافت کرد.